# Allen (roman)
Pour les articles homonymes, voir Allen.
Allen est un roman de Valery Larbaud, publié en 1927.

## Analyse
Allen est un roman en forme de récit de voyage, de Paris au centre de la France, qui mène cinq amis, en voiture, vers le Bourbonnais. On assiste à leurs conversations qui mêlent élégance, esprit et culture, légèreté et profondeur.
L'ouvrage est un hommage de l'auteur à son pays natal, même si l'on y trouve aussi des traits moqueurs à l'égard de l'esprit provincial.
Le titre est inspiré de la devise allen donnée par le duc Louis II de Bourbon à l'ordre de l'Écu d'or qu'il a créé.

## Éditions
- Allen, Paris, Aux Aldes, 1927.
- Allen, orné de bois originaux en couleurs de Paul Devaux, Paris, Éditions de la Chronique des Lettres de France - Aux horizons de France, 1929.
- Allen, 2e éd., Paris, Gallimard, Collection Blanche, 1929, 160 p.
- Allen, in  Valery Larbaud, Œuvres, Georges Jean-Aubry et Robert Mallet (éd), préface de Marcel Arland (« Bibliothèque de la Pléiade », no 126), Paris, Gallimard, 1957.
- Allen, introduction de Bernard Delville, Paris, Sillages, 2006.
- Allen, préface de Christian Giudicelli, édition illustrée et commentée[1], Saint-Pourçain-sur-Sioule, Bleu autour, 2016, 314 p.  (ISBN 978-2358480758)